# Bories de Velleron
Les bories de Velleron sont un ensemble de deux cabanes en pierre sèche, situées sur la commune de Velleron, dans le Vaucluse. Elles ont été nommées « cabane de la Moulette » et «cabane du berger ».

## Historique
Le nom de la cabane de la Moulette est tiré du provençal Mouleto (petite meule). D'après la légende, un révolutionnaire s'y était réfugié et aiguisait des sabres. On note bien la présence d'une meule, mais aussi d'un moulin à grain.
Les bories sont inscrits au titre des monuments historiques depuis le 28 août 1974.